# 다니 오르티스
호수에 다니 오르티스 말도나도(스페인어: Josué Danny Ortiz Maldonado, 1976년 7월 26일 ~ 2004년 2월 29일)는 과테말라의 전 축구 골키퍼였다.
1998년 과테말라의 CD 수치테페케스에서 데뷔했으며, 2000년 데포르티보 카르차로 이적해 활약하였다. 이후 2001년 에드가르 에스트라다의 대체자로 CSD 코무니카시오네스로 이적했으며, 2002년 에스트라다와 맞트레이드로 CSD 무니시팔로 팀을 옮겼다.
또한 2001년 2월 21일 파나마와의 경기로 과테말라 축구 국가대표팀에 정식으로 데뷔한 뒤, 2002년 10월 30일 자메이카와의 경기까지 총 10경기에 출전했으며, 2002년 CONCACAF 골드컵에 참가하며 국가대표팀 주전 골키퍼인 에스트라다의 후계자로 인정받았다.
2004년 2월 29일 자신의 전 소속팀인 CSD 코무니카시오네스와의 리그 경기 도중 상대 공격수인 마리오 로드리게스와 충돌해 가슴에 큰 충격을 받아 쓰러져 병원에 옮겨졌으나, 결국 2시간 뒤 심막이 파열되어 사망했다.
그는 호니 알다나와 롤란도 마로킨에 이어 CSD 무니시팔 소속으로 있던 중 사망한 세 번째 선수가 되었다.